# You Are Not Alone (Michael-Jackson-Lied)
You Are Not Alone (englisch für „Du bist nicht allein“) ist ein Song des US-amerikanischen Sängers Michael Jackson, das von R. Kelly verfasst wurde und erstmals am 20. Juni 1995 auf dem Doppelalbum HIStory – Past, Present and Future Book I erschien. Die Single wurde weltweit über 4,2 Millionen Mal verkauft. You Are Not Alone avancierte zum Top-10-Hit in 20 Staaten, erreichte in 15 von diesen die Top-5 und wurde in sieben von diesen ein Nummer-1-Hit.

## Inhalt
Der Song handelt von einer Person, die von ihrer Liebe verlassen wurde. Nachdem sie verlassen wurde, wartet, weint und verzweifelt sie jeden Tag. Irgendwann flüstert ihr etwas ins Ohr: „Du bist nicht alleine, ich bin hier mit dir“ („you are not alone, I am here with you“).

## Hintergrund und Plagiatsvorwürfe
You Are Not Alone war das einzige Liebeslied in Jacksons Album HIStory. Nach der Veröffentlichung der Single im August 1995 stieg diese sofort auf Platz eins in die US-Charts ein; das letzte Mal, dass Jackson einen Nummer-eins-Hit in den USA hatte. 
Der Song war Gegenstand eines langjährigen Urheberrechtsstreits, da seine Melodie bereits zwei Jahre zuvor von dem Brüderpaar Danny und Eddy van Passel unter dem Titel If we can start all over veröffentlicht wurde. Jedoch hatte R. Kelly sich als Urheber und Komponist des Songs eintragen lassen, wogegen die beiden belgischstämmigen Komponisten Klage einreichten. Erst 13 Jahre nach der Veröffentlichung gab ein Brüsseler Berufungsgericht den Brüdern van Passel Recht und schrieb ihnen die Autorenrechte an der Komposition zu. Außerhalb Belgiens hat dieses Urteil jedoch keine bindende Rechtskraft.

## Musikvideo
Das Musikvideo wurde 1995 gedreht. Jackson singt dort das Lied unter anderem in einer Konzerthalle, aber auch mit Elvis Presleys Tochter Lisa Marie Presley, mit der Jackson zwei Jahre lang verheiratet war. In den Szenen, wo Jackson mit Lisa Marie Presley vorkam, waren beide fast vollständig nackt, was zu Kontroversen führte.

## Auftritte
Michael Jackson stellte das Lied bei der HIStory World Tour vor, wobei er im Gegensatz zu den anderen Songs kaum tanzte. Auch holte er dabei eine Frau aus dem Publikum auf die Bühne und ließ sich umarmen.

## Titelliste der Single
7"-Single und CD-Single – 9:59
1. You Are Not Alone (Radio Edit) – 4:29
2. Scream Louder (Flyte Time Remix) – 5:30

CD-Maxi – 36:09
1. You Are Not Alone (Radio Edit) – 4:34
2. You Are Not Alone (Franctified Club Mix) – 10:09
3. You Are Not Alone (Classic Song Version) – 7:36
4. You Are Not Alone (Jon B. Main Mix) – 6:55
5. You Are Not Alone (Jon B. Padappella Mix) – 6:55

12"-Single – 36:43
1. You Are Not Alone (R. Kelly Mix) – 6:25
2. You Are Not Alone (Jon B. Main Mix) – 6:55
3. You Are Not Alone (Masters At Work Remix) – 5:29
4. You Are Not Alone (Franctified Club Mix) – 10:09
5. You Are Not Alone (Frankie’s Favorite Club Mix) – 7:45

## Besetzung
- Komposition – R. Kelly
- Produktion – Michael Jackson, R. Kelly
- Solo, Background Vocals – Michael Jackson
- Keyboards, Synthesizer – R. Kelly, Steve Porcaro
- Arrangements – Michael Jackson, Peter Mokran, Andrew Scheps, Steve Porcaro
- Tontechniker – Bruce Swedien
- Mix – Bruce Swedien

## Kritiken
Die Website Popkultur.de wählte You Are Not Alone auf Rang 88 der besten Songs des Jahres 1995.

## Kommerzieller Erfolg

### Chartplatzierungen
You Are Not Alone erreichte die Top-10 in Finnland (Platz 10), Norwegen (Platz 9), Island (Platz 8), Australien (Platz 7), den Niederlanden (Platz 6), Deutschland, (Platz 4), Ungarn (Platz 4), Belgien (Platz 3; Flandern), Italien (Platz 3), Österreich (Platz 2), Schweden (Platz 2), Dänemark (Platz 2), Simbabwe (Platz 2), der Schweiz (Platz 1), Frankreich (Platz 1), Spanien (Platz 1), Neuseeland (Platz 1), Belgien (Platz 1; Wallonie), Irland (Platz 1), Vereinigtes Königreich (Platz 1) und den USA (Platz 1). In den USA debütierte You Are Not Alone mit 120.000 verkauften Singles auf Platz eins in die Billboard Hot 100 ein, was es davor noch nicht gegeben hatte und somit einen offiziellen Guinness-Weltrekord darstellt (siehe auch: Rekorde in den Billboard Hot 100). Es war auch Jacksons letzter Nummer-eins-Hit in den USA.
| ChartsChartplatzierungen           | Höchstplatzierung | Wochen |
| ---------------------------------- | ----------------- | ------ |
| Deutschland (GfK)                  | 4 (31 Wo.)        | 31     |
| Österreich (Ö3)                    | 2 (24 Wo.)        | 24     |
| Schweiz (IFPI)                     | 1 (28 Wo.)        | 28     |
| Vereinigte Staaten (Billboard)     | 1 (20 Wo.)        | 20     |
| Vereinigte Staaten (Billboard R&B) | 1 (20 Wo.)        | 20     |
| Vereinigtes Königreich (OCC)       | 1 (23 Wo.)        | 23     |

| ChartsJahrescharts (1995)          | Platzierung |
| ---------------------------------- | ----------- |
| Deutschland (GfK)                  | 30          |
| Österreich (Ö3)                    | 27          |
| Schweiz (IFPI)                     | 20          |
| Vereinigte Staaten (Billboard)     | 21          |
| Vereinigte Staaten (Billboard R&B) | 33          |
| Vereinigtes Königreich (OCC)       | 9           |

### Auszeichnungen für Musikverkäufe
| Land/Region                  | Auszeichnungen für Musikverkäufe (Land/Region, Auszeichnung, Verkäufe) | Verkäufe    |
| ---------------------------- | ---------------------------------------------------------------------- | ----------- |
| Australien (ARIA)            | Platin                                                                 | 70.000      |
| Belgien (BRMA)               | Gold                                                                   | 25.000      |
| Deutschland (BVMI)           | Gold                                                                   | 250.000     |
| Europa (IFPI)                | Platin                                                                 | (1.000.000) |
| Frankreich (SNEP)            | Gold                                                                   | 250.000     |
| Kanada (MC)                  | Platin                                                                 | 80.000      |
| Neuseeland (RMNZ)            | Gold                                                                   | 5.000       |
| Österreich (IFPI)            | Gold                                                                   | 25.000      |
| Schweiz (IFPI)               | Gold                                                                   | 25.000      |
| Vereinigte Staaten (RIAA)    | Platin                                                                 | 1.000.000   |
| Vereinigtes Königreich (BPI) | Platin                                                                 | 600.000     |
| Insgesamt                    | 6× Gold · 5× Platin ·                                                  | 2.330.000   |

Hauptartikel: Michael Jackson/Auszeichnungen für Musikverkäufe